# M. Ostrowski
M. Ostrowski sp. j. – polskie przedsiębiorstwo działające w latach 1990–2025 z siedzibą przy al. Armii Krajowej 5 we Wrocławiu. W jego zakresie działań znajdowały się profesjonalne systemy elektroakustyczne, akustyka wnętrz, sprzedaż i serwis instrumentów muzycznych. Prowadziło działy: audio, projekty elektroakustyczne, konfiguracja sprzętu, instalacje nagłośnieniowe i rozgłoszeniowe.
Przedsiębiorstwo zajmowało się również prowadzeniem szkoleń i prezentacji (warsztaty perkusyjne prowadził Cezary Konrad, perkusista jazzowy; efekty gitarowe prezentował Jacek Hiro; instrumenty Roland prezentowała węgierska grupa V-Form).
M. Ostrowski sp. j. dostarczyła i uruchomiła wyposażenie studia radiowego Wydziału Nauk Społecznych Uniwersytetu Gdańskiego (2009). Zrealizowała systemy elektroakustyczny, inspicjenta i wideo w Operze Krakowskiej (2009). Zamontowała i uruchomiła system elektroakustyczny m.in. w: sali koncertowej Akademii Muzycznej w Poznaniu – Aula Nova (2007), Teatrze Muzycznym Capitol we Wrocławiu (2006, 2008), Instytucie Akustyki w Poznaniu (2002), Teatrze Muzycznym w Gdyni (2004, 2005), Teatrze Rozmaitości w Warszawie (2006), Teatrze Rozrywki w Chorzowie (2008), Gliwickim Teatrze Muzycznym (2006), Telewizji Polskiej S.A. (2007), Uniwersytecie Wrocławskim (2000–2001), Operze Dolnośląskiej (2006, 2007), Polskim Radio S.A. – system nagłośnienia dla Studia Koncertowego S‐1 im. Witolda Lutosławskiego (2005, 2003) i Radiu Gdańsk S.A. Z usług firmy skorzystali także: Państwowy Zespół Ludowy Pieśni i Tańca „Mazowsze” (2007), Teatr Muzyczny – Operetka Wrocławska (1998) Opera Krakowska i Teatr Narodowy w Warszawie – scena im. W Bogusławskiego (2007). Na międzynarodowej wystawie Expo 2005 w Japonii uruchomiła system elektroakustyczny w polskim pawilonie.
Spółka prowadziła również serwis i sklep instrumentów muzycznych (również sklep internetowy) oraz zajmowała się obsługą imprez kulturalnych w zakresie realizacji dźwięku.
12 października 2006 r. przedsiębiorstwo otrzymało certyfikat DIN EN ISO 9001:2000 wydany przez Tüv Nord Cert GmbH Hannover, a 30 września 2009 certyfikat ISO 9001:2008  wydany przez Polską Izbę Handlu Zagranicznego.
W latach 2009 i 2010 należący do M. Ostrowski sp. j. sklep internetowy muzyczny.pl był sponsorem konferencji wikipedystów Gdzie? Dokąd? Jak? organizowanej pod nazwami GDJ 2009 i GDJ 2010.

## Nagrody i wyróżnienia
- Biała Lista: Brązowy Certyfikat wiarygodności i rzetelności przyznany przez Wrocławską Izbę Gospodarczą;
- uczestnik projektu „Rozwój działalności firmy poprzez poszerzenie oferty oraz podniesienie jakości usług” w ramach Sektorowego Programu Operacyjnego Unii Europejskiej.
- W roku 2010 firma M. Ostrowski została wymieniona na liście „Diamenty miesięcznika FORBES 2010” − pośród innych w kategorii od 5 do 50mln w woj. dolnośląskim na 106 pozycji[18]